# Брагицола (Верона)
Брагицола је насеље у Италији у округу Верона, региону Венето.
Према процени из 2011. у насељу је живело 37 становника. Насеље се налази на надморској висини од 549 м.